# الاتحاد السوفي
الاتحاد الرياضي السوفي  المعرف باسم الاتحاد  السوفي، هو نادٍ جزائري لكرة القدم، مقره مدينة الوادي بولاية الوادي . تأسس النادي عام 1967، وألوانه الزرقاء والبيضاء. ملعبه الرئيس، ملعب 20 أوت 1955، يتسع لتسعة آلاف متفرج. يلعب النادي حاليًا في الرابطة ما بين الجهات.

## التاريخ
في 28 مايو 2022، صعد نادي الاتحاد السوفي إلى دوري الدرجة الثانية الجزائري.
في 16 مايو 2023، صعد الاتحاد إلى الرابطة الجزائرية المحترفة الأولى لأول مرة في التاريخ. لكنه نزل إلى الدرجة الثانية  بعد عام واحد في الدرجة الأولى.